# Кліматична справедливість

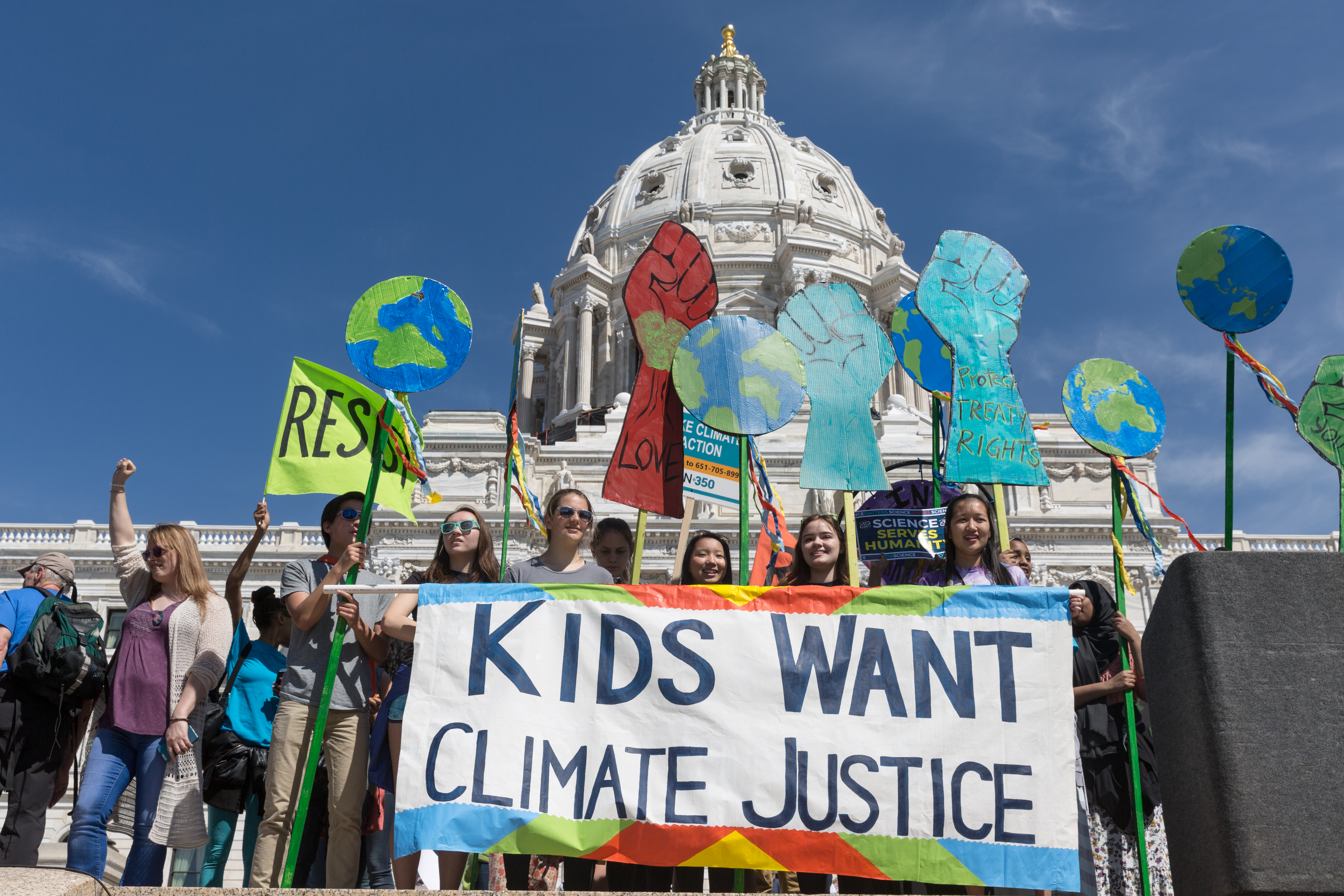
Діти марширують за кліматичну справедливість(2017).

Кліматична справедливість — це термін, який використовується для обрамлення глобального потепління як етичної та політичної проблеми, а не просто природоохоронного або фізичного характеру. Це робиться шляхом поєднання наслідків зміни клімату до концепцій справедливості, зокрема екологічної та соціальної справедливості, а також розглядаючи такі питання, як рівність, права людини, колективні права та історичні обов'язки щодо зміни клімату. Основна ідея кліматичного правосуддя полягає в тому, що ті, хто найменш відповідальний за зміну клімату, зазнають найважчих наслідків. Іноді цей термін також використовується для ознайомлення з фактичними судовими діями з питань зміни клімату.

## Характерні впливи зміни клімату

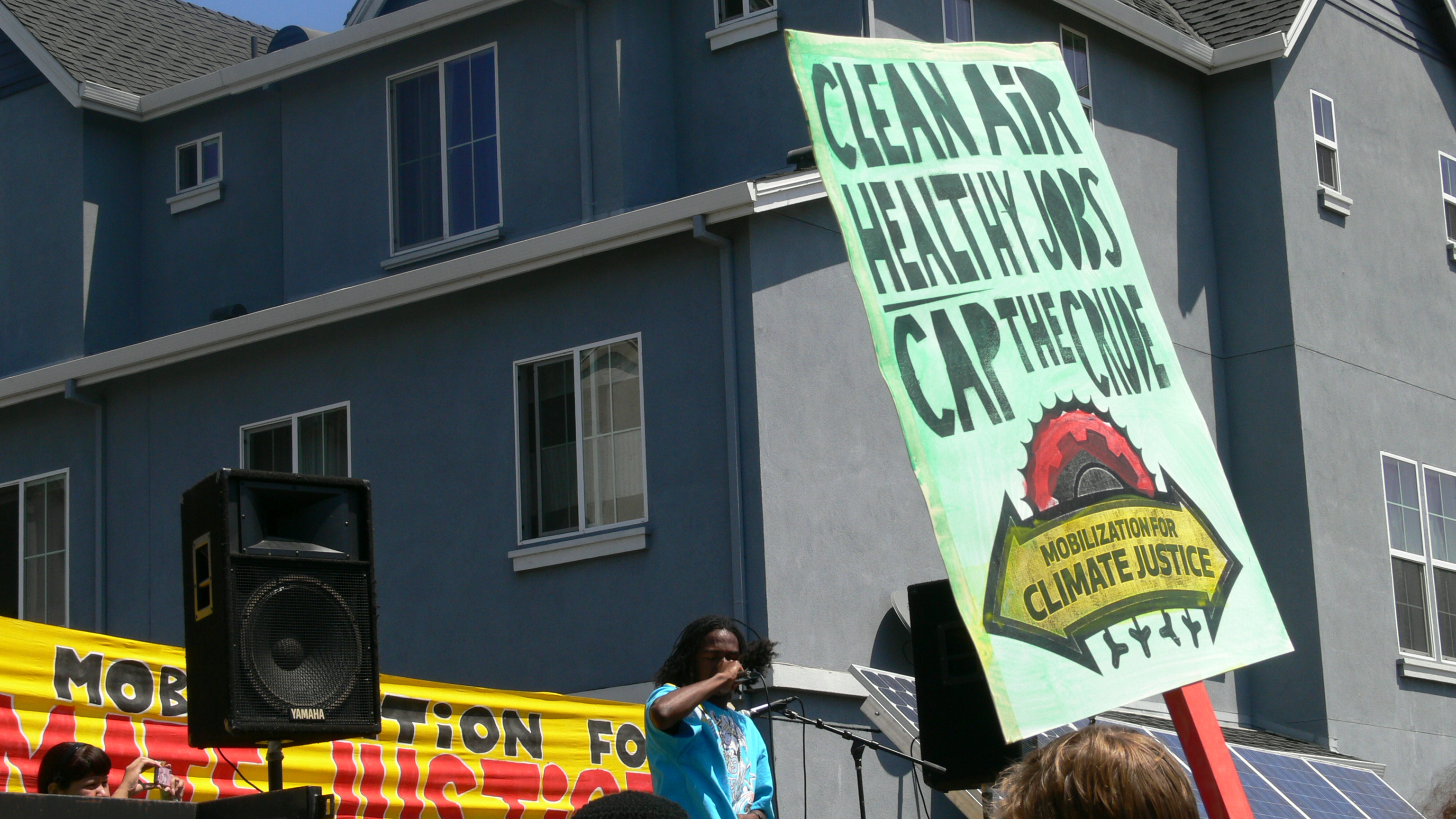
Мітинг за кліматичну справедливість (2009).

Здатність населення пом'якшити та адаптуватись до негативних наслідків зміни клімату визначається такими факторами, як дохід, раса, клас, стать, капітал та політичне представництво. Оскільки громади з низьким рівнем доходу володіють незначною кількістю адаптаційних ресурсів, вони особливо вразливі до кліматичних змін. Люди, що живуть у бідності або в нестабільних умовах, як правило, не мають ні ресурсів, ні страхового покриття, необхідного для захисту від екологічних катастроф. Крім того, такі групи населення часто отримують нерівномірну частку допомоги у разі стихійних лих.

## Історія використання терміна
У 2000 році, одночасно з Sixth Conference of the Parties (COP 6), в Гаазі відбувся перший саміт з питань клімату. Цей саміт мав на меті «підтвердити, що зміна клімату є проблемою права людини» та «побудувати союзи між державами та кордонами» проти зміни клімату та на користь сталого розвитку.
Згодом, у серпні-вересні 2002 року міжнародні екологічні групи зустрілися у Йоганнесбурзі на Саміт Землі. На цьому саміті, також відомому під назвою «Ріо + 10», як це відбулося десять років після Саміту Землі 1992 року, було прийнято Балійські принципи кліматичного правосуддя.
Балі, Принципи кліматичного правосуддя, стаття 18, 29 серпня, 2002 
Дурбанська група з питань кліматичного правосуддя була сформована на міжнародній зустрічі в Дурбані, Південна Африка у 2004 році. Тут представники громадських організацій та народних рухів обговорили реалістичну політику боротьби зі зміною клімату.
На конференції 2007 року на Балі була заснована глобальна коаліція «Кліматична справедливість зараз!» і в 2008 році Глобальний гуманітарний форум зосередив увагу на кліматичній справедливості, на його інагураційній нараді в Женеві.
В 2009 році в ході підготовки до Копенгагенського саміту була сформована мережа дій щодо кліматичного правосуддя. У ході саміту було запропоновано громадянську непокорність та безпосередні дії, і багато кліматичних активістів використовували гасло «зміна системи, а не зміна клімату».
У квітні 2010 року в Тікіпая, Болівія, відбулася Всесвітня Народна Конференція з питань зміни клімату та прав матері Землі. Його влаштував уряд Болівії як глобальне зібрання громадянських суспільств та урядів. Конференція опублікувала «Народну угоду», що, зокрема, закликає до кліматичної справедливості.

## Суперечливі інтерпретації
Одним із суперечливих питань у дебатах щодо кліматичного правосуддя є те, наскільки капіталізм розглядається як його першопричина. Це питання часто веде, з одного боку, до суттєвих розбіжностей між ліберальними та консервативними екологічними групами, а з іншого — лівих та радикальних організацій. Попри те, що перші часто схильні звинувачувати неолібералізм за зміну клімату, останній розглядає капіталізм з його експлуататорськими рисами як основну центральну проблему.

## Юридичні дії з питань зміни клімату

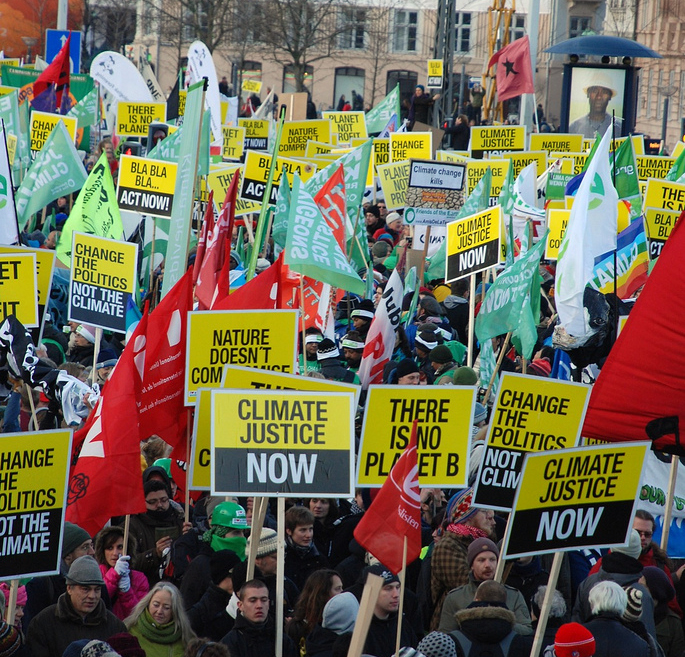
Десятки тисяч людей маршують для кліматичного правосуддя у Копенгагені (2009).

### Проти держав

#### Нідерланди
У 2012 році голландський адвокат Роджер Кокс висловив ідею судового втручання для примушення протидії зміні клімату. У 2013 році Фонд Ургенда з 900 співвласників подав позов проти уряду Нідерландів «за не прийняття достатніх заходів для зменшення викидів парникових газів, що спричиняють небезпечні зміни клімату».
У 2015 р. Окружний суд Гааги постановив, що уряд Нідерландів має зробити більше для скорочення викидів парникових газів, щоб захистити своїх громадян від зміни клімату (кліматичний випадок Ургенда). Це було описано як «прецедент-постановка судження» і як «перший в світі спосіб кліматичної відповідальності»
За словами Джеймса Торнтона, головного виконавчого директора компанії «Клієнт Земля», «Найбільш приголомшливо, він базується, по суті, на встановленій науці та древньому принципі обов'язків державної опіки». Таке міркування застосовне в будь-якій правовій системі і обов'язково буде використовуватися судами в інших країнах".

#### Інше
Після орієнтовного рішення Нідерландів у 2015 році групи в інших країнах спробували застосувати такий же судовий підхід. Наприклад, групи пішли в суд, щоб захистити людей від зміни клімату в  Бельгія, Індія, Нова Зеландія, Норвегія, Південно-Африканська Республіка, Швейцарія та Сполучені Штати Америки.

### Всупереч компанії
У Сполучених Штатах «друзі Землі» та Грінпіс разом з містами Боулдер, Арката і Окленд перемогли проти Експортно-імпортного банку Сполучених Штатів та Корпорації приватних інвестицій за кордоном (державні підприємства уряду Сполучених Штатів), які були звинувачені у фінансуванні проектів з викопного палива, що завдають шкоди стабільному клімату, в порушення Національного закону про екологічну політику (справа подана у 2002 році і вирішена у 2009 році).
У 2016 році державний орган Філіппін (Комісія з прав людини) розпочав офіційне розслідування щодо зміни клімату проти 47 найбільших у світі виробників вуглецю.
У 2017 році Сан-Франциско, Окленд та інші прибережні громади Каліфорнії подали позов проти кількох компаній, що займаються викопним паливом, для підвищення рівня моря. У 2018 році місто Нью-Йорк оголосило про те, що подасть на п'ять підприємств, що працюють на викопному паливі (BP, ExxonMobil, Chevron, ConocoPhillips та Shell), до федерального суду через їхній внесок у зміну клімату (від якого місто вже страждає).